# Boléite
La boléite est une espèce minérale composée d'hydroxy-halogénure de plomb et de cuivre de formule KPb26Ag9Cu24Cl62(OH)48.

## Historique de la description et appellations

### Inventeur et étymologie
La boléite a été décrite conjointement par François Ernest Mallard et Édouard Cumenge en 1891.
Le nom de la boléite est inspiré de la localité-type, Boleo au Mexique.

### Topotype
Le gisement topotype est localisé dans la mine Amelie, Boleo Mine, Santa Rosalía, Basse-Californie du Sud, Mexique.

### Synonymes
Il existe pour cette espèce deux synonymes :
- argento-perrylite ;
- argentopercylite (Schultze 1892)[7].

## Caractéristiques physico-chimiques

### Critères de détermination
La boléite se présente le plus souvent sous forme de cristaux cubiques d'un bleu intense inclus dans une gangue constituée d'autres minéraux, mais parfois aussi sous forme de croûte bleue régulière ou de géodes créées au sein d'anciennes haldes. Ces cristaux peuvent être de translucides à opaques, avec un éclat pouvant varier de vitreux à nacré. Vus au microscope polariseur analyseur, en lumière analysée, ils passent du bleu indigo au noir. Ces cristaux présentent un clivage parfait, mais leur fracture est conchoïdale. 
C'est un minéral plutôt tendre (3 à 3,5 sur l'échelle de Mohs), mais assez dense puisque la densité mesurée est de 5,05.
Lorsqu'on le fait fondre, ce minéral forme une boulette magnétisée. Certains échantillons sont de plus faiblement radioactifs. 
La boléite laisse un trait bleu-vert clair ou vert clair. Elle se dissout difficilement dans l'acide chlorhydrique.

### Composition chimique
La boléite, de formule KPb26Ag9Cu24Cl62(OH)48, a une masse moléculaire de 10936,93 u. Elle est donc composée des éléments suivants : 
| Élément   | Nombre (formule)     | Masse des atomes (u) | % de la masse moléculaire |
| --------- | -------------------- | -------------------- | ------------------------- |
| Potassium | 1                    | 39,10                | 0,36 %                    |
| Argent    | 9                    | 970,81               | 8,88 %                    |
| Cuivre    | 24                   | 1 525,11             | 13,94 %                   |
| Plomb     | 26                   | 5 387,46             | 49,26 %                   |
| Hydrogène | 48                   | 48,38                | 0,44 %                    |
| Oxygène   | 48                   | 767,97               | 7,02 %                    |
| Chlore    | 62                   | 2 198,10             | 20,10 %                   |
|           | Total : 218 éléments | Total : 10936,93 u   | Total : 100 %             |

### Cristallochimie
Sa composition chimique place ce minéral :
- dans le groupe 3.DB.15 selon la classification de Strunz : catégorie des halogénures (III), sous-groupe des oxyhalogénures, hydroxyhalogénures et halogénures doubles apparentés (03.D), contenant notamment du plomb et du cuivre (03.DB) ;
- dans le groupe 10.06.06 selon la classification de Dana : groupe des oxyhalogénures et hydroxyhalogénures (10) de formule chimique AmBn(O,OH)pXq (10.06).

Ces deux groupes ne contiennent que la boléite comme membre.

### Cristallographie
La boléite cristallise dans le système cristallin cubique, de classe hexakisoctaédrique, dans le groupe d'espace Pm3m (Z = 1 unité formulaire par maille). Le paramètre de la maille conventionnelle est {\displaystyle a} = 15,288 Å (volume de la maille V = 3 573 Å3). La masse volumique calculée est de 5,08 g/cm3.
Les atomes de potassium sont en coordination (12) cuboctaédrique de chlore et forment des groupes KCl12.
Les atomes de plomb sont répartis sur trois sites non-équivalents d'environnements différents :
- coordination (8) tétragonale antiprismatique déformée de chlore : groupes PbCl8 ;
- coordination (6+3) de chlore et de groupes hydroxyles : groupes PbCl6(OH)3 ;
- coordination (6+2) trigonale prismatique déformée de chlore avec un groupe hydroxyle au-dessus de deux des faces : groupes PbCl6(OH)2.

Les atomes d'argent sont répartis sur deux sites non-équivalents d'environnements différents :
- coordination (5) tétragonale pyramidale déformée de chlore : groupes AgCl5 ;
- coordination (6) octaédrique aplatie de chlore : groupes AgCl6.

Les groupes AgCl5 sont reliés par les arêtes de leur base quadratique et forment des groupes Ag6Cl14, dans lesquels les atomes d'argent sont arrangés aux sommets d'un octaèdre régulier ; ces groupes sont reliés entre eux dans les trois directions de l'espace {100} par les sommets des octaèdres AgCl6.
Les atomes de cuivre sont en coordination (4+2) octaédrique déformée de groupes hydroxyles et de chlore. La distribution des longueurs de liaison dans les octaèdres CuCl2(OH)4, quatre liaisons Cu-O courtes (1,96 Å et 1,97 Å) et deux liaisons Cu-Cl plus longues (2,82 Å et 2,92 Å), est typique de l'effet Jahn-Teller rencontré dans les composés de Cu(II) et permet une description alternative de la structure en termes de groupes plans carrés Cu(OH)4. Dans cette description, les groupes Cu(OH)4 sont reliés par leurs arêtes et forment des dimères Cu2(OH)6 ; ces dimères sont reliés par leurs sommets et forment des cages Cu24(OH)48 ouvertes dans les directions {100}, contenant les groupes Ag6Cl14.

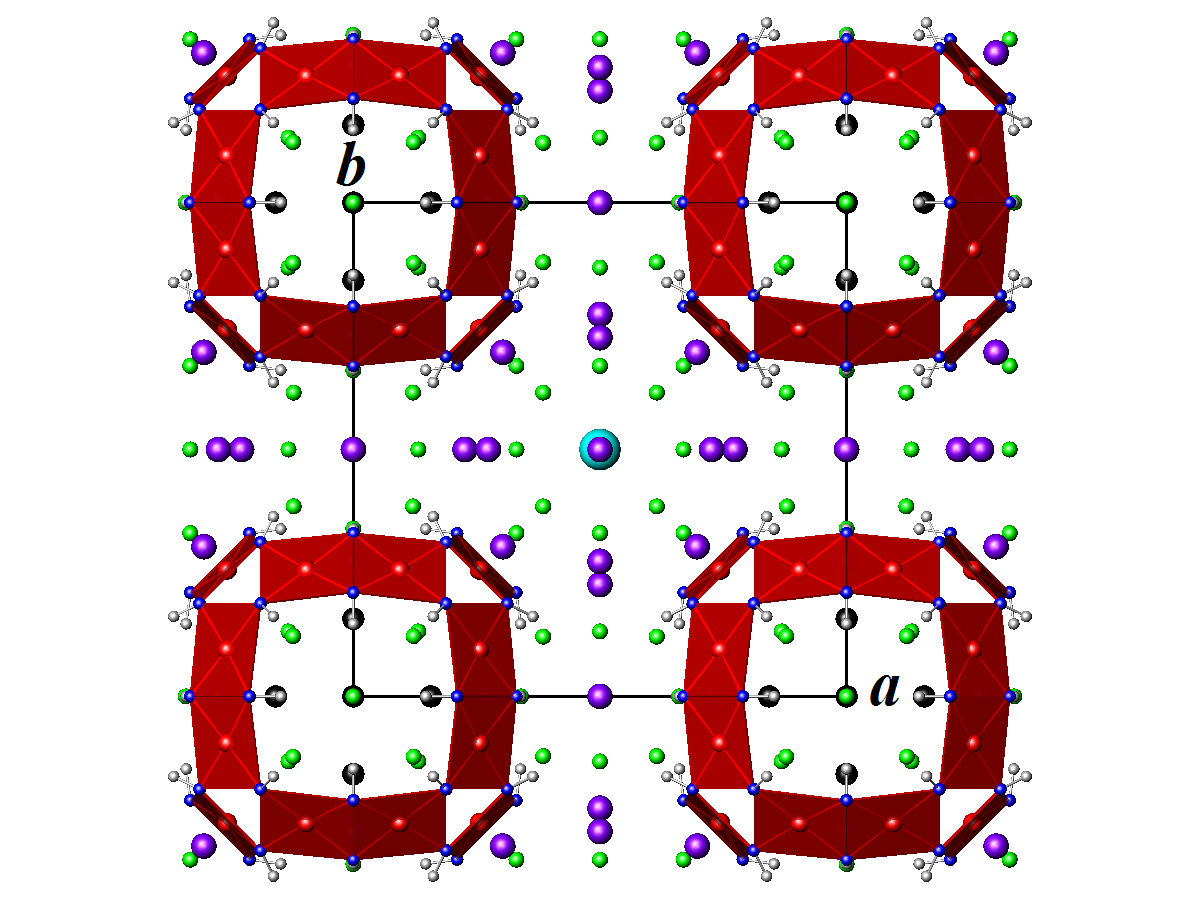
Structure de la boléite projetée dans le plan (a, b). Violet : Pb, noir : Ag, rouge : Cu, cyan : K, vert : Cl, bleu : O, gris : H. Le parallélépipède noir représente la maille conventionnelle.
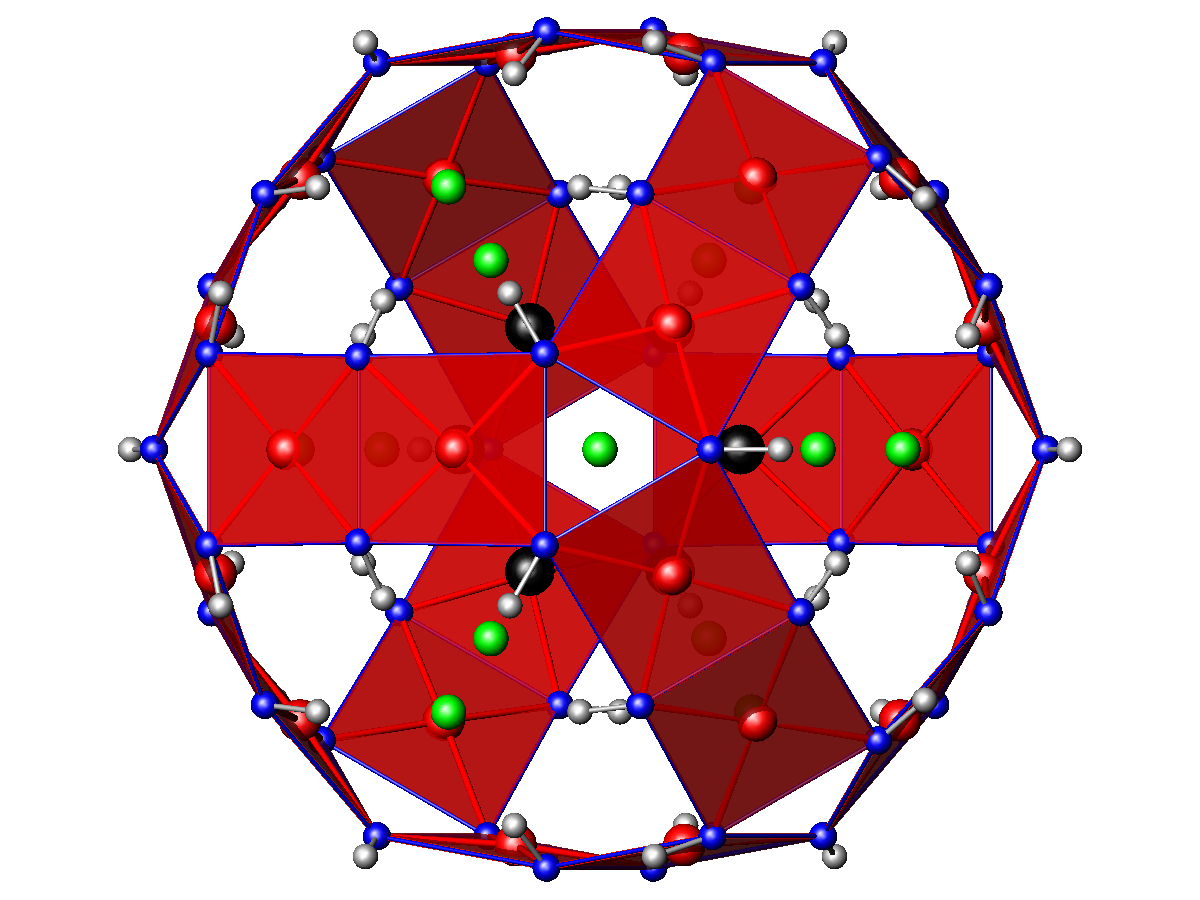
Cage ouverte de cuivre, projetée selon la direction [111].

## Gîtes et gisements

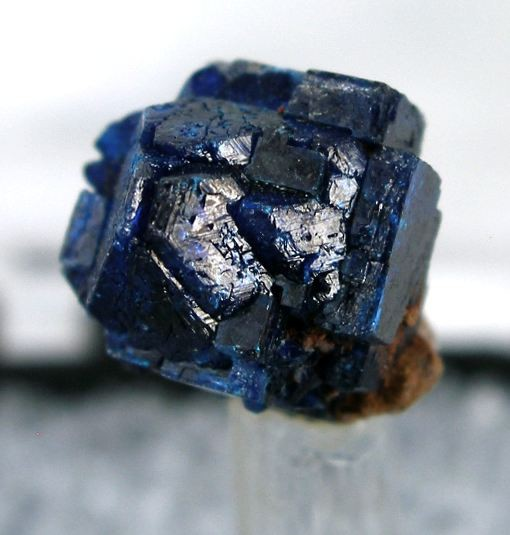
Ce cube de boléite a été le support de croissance par épitaxie de deux autres minéraux : la cumengéite, formant une pyramide sur une des faces du cube, et la pseudoboléite qui forme une couche millimétrique recouvrant le cube.

### Gîtologie et minéraux associés
C'est un minéral rare qui se rencontre dans les zones sédimentaires d’oxydation du cuivre, ayant été immergées par l’eau de mer. Il se forme par réaction chimique entre les chlorures de l'eau salée avec les sulfures présents dans les zones de dépôts de plomb et de cuivre. De la boléite peut aussi se former dans des scories de fonderie placées en contact avec de l'eau de mer.
La boléite peut être associée notamment à la pseudoboléite, à l'atacamite, à l'anglésite, à la cérusite, à la phosgénite et à la cumengéite. 

### Gisements remarquables
- Angleterre

Newporth Beach, Falmouth, Helford - Région de Falmouth, Cornouailles
- États-Unis

Dépôts de St. Anthony dans la Mammoth-Saint Anthony Mine, Tiger (ville-fantôme), district de Mammoth, Comté de Pinal, Arizona
- France

Mine de Cap Garonne, Le Pradet, Var
- Mexique

Mine Amelie, Boleo Mine, Santa Rosalía, Basse-Californie du Sud

## Galerie

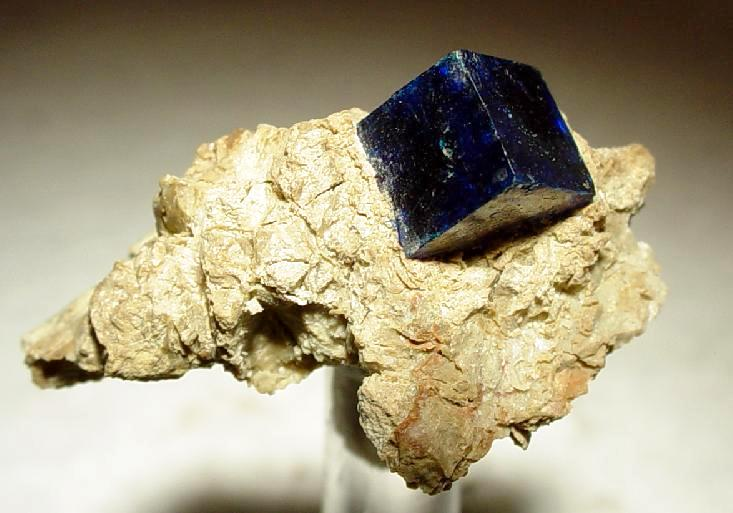
Mexique, 3×2×1,5 cm
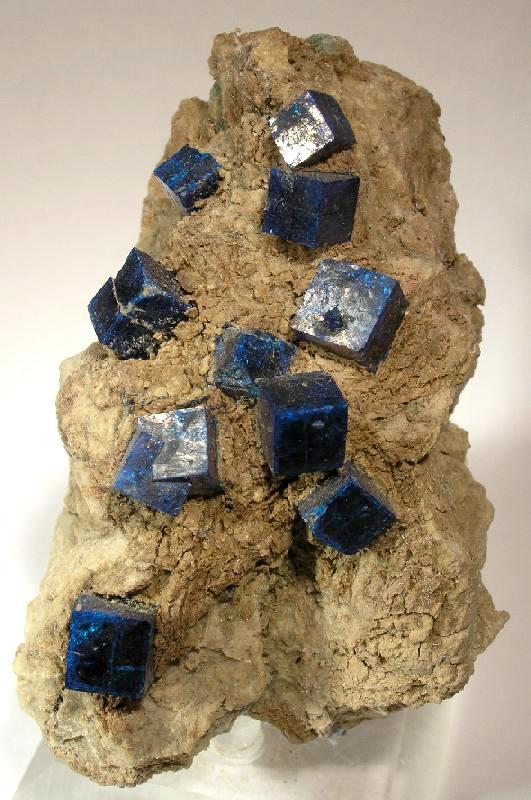
Mexique, 6,5×4×3,5 cm
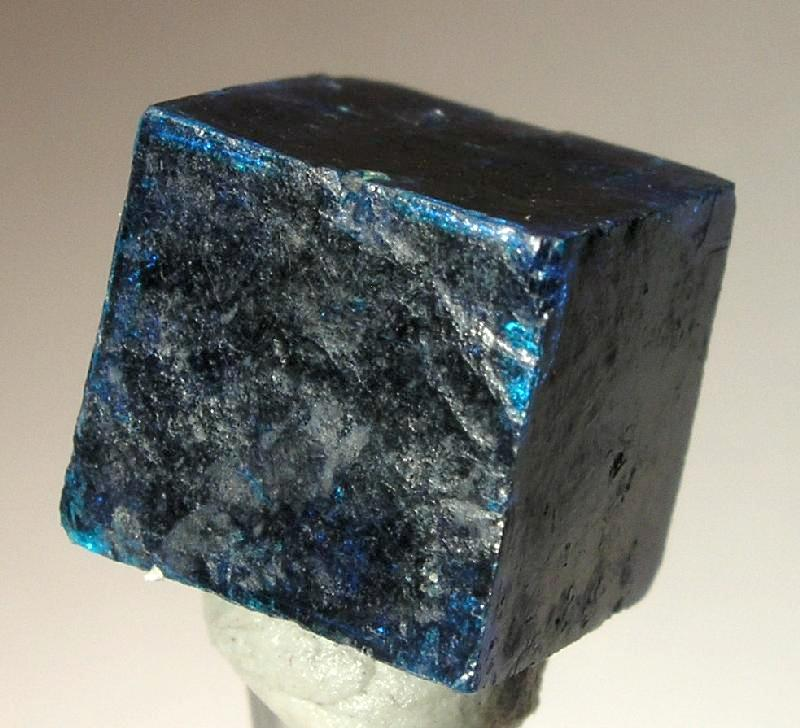
Mexique, 0,8×0,7×0,7 cm